# Jonathan Coachman
Jonathan William Coachman (* 12. August 1973 in Kansas City, Missouri), auch bekannt als „The Coach“, ist ein US-amerikanischer Journalist und ehemaliger Wrestling-Kommentator. Er ist heute als Sportjournalist für den Sender ESPN tätig.

## Leben

### Jugend und Anfänge
Coachman war in seiner High-School-Zeit erfolgreicher Basketballer der McPherson High School in McPherson, Kansas. Nach zwei erfolgreichen Spielzeiten dort, wechselte er zur Mannschaft des McPherson College’s. Er wurde zweimal McPherson’s Sportler des Jahres. Nebenbei interessierte er sich fürs Theater, schrieb den Sportteil der Schulzeitung und kommentierte im örtlichen Radio die lokalen Basket- sowie Fußballspiele. Später arbeitete er für den in Kansas beheimateten TV-Sender KMBC-TV.

### Wrestling-Karriere
1999 begann Coachman in der damaligen World Wrestling Federation (heute WWE) als Interviewer und Kommentator zu arbeiten. Nach einer kleinen Fehde gegen The Rock wurde er 2001 Reporter in der Football Liga XFL, welche zur WWF gehörte. 2003 machte man ihm zu einem Heel und er wurde der Assistent des General Mangers von Raw, Eric Bischoff. Später wurde er Kommentator der B-Show Heat, wo er zusammen mit Al Snow arbeitete. Das Team begann eine Fehde mit den Raw Kommentatoren Jim Ross und Jerry Lawler.
Mit Hilfe von Garrison Cade besiegte Coachman beim Backlash PPV 2004 Tajiri. 2004 und 2005 moderierte er das WWE-Casting „Diva Search“ und bekam seine eigenen Kolumnen im Raw-Magazin und auf der WWE-Homepage. 2005 wurde er offiziell drittes Mitglied des Kommentatoren-Teams von Raw. Im Oktober 2005 war Coachman in eine Storyline involviert, in der es um die öffentliche Entlassung von Jim Ross (kayfabe) durch die McMahon-Familie ging, in die auch Steve Austin miteinbezogen wurde. Eigentlich war ein Match zwischen Austin und dem Coach bei „Taboo Tuesday“ geplant, bei dem es um Ross’ sowie Austins Arbeitsplatz gehen sollten. Jedoch sagte Austin ab und so gab es ein Match zwischen Batista und Coachman, bei dem es jedoch nicht mehr um den Job von Ross ging.
Die Offiziellen der WWE wurden unzufrieden mit Coachmans Kommentierungen, so dass man ihn durch Joey Styles ersetzte, später aber ins Team zurückholte. Im Januar 2006 gewährte man ihm einen Auftritt im Royal Rumble und ließ ihn im April den Divas Bikini Contest moderieren. Anschließend verschwand Coachman eine Zeit lang von der Bildfläche, was von der WWE in eine Storyline umgewandelt wurde, in der niemand wusste, wo sich der Coach befände. Ab Mai leitete er als Executive Assistant von Vince McMahon die Raw-Show. In dieser Position half er den McMahons in einer Fehde mit der D-Generation X. Ab Juni 2007 wurde er sogar offizieller General Manager von Raw.
Durch einen Sieg in einer Battle Royal wurde William Regal neuer GM und Coachman wieder auf seinen Posten als Assistenten degradiert. Ab Januar 2008 kommentierte er zusammen mit Michael Cole die Ausgaben von SmackDown, wurde jedoch im April durch Mick Foley ersetzt und führt seine Karriere seitdem außerhalb des Wrestlinggeschäfts fort.

### Andere Arbeiten
Seit 2007 arbeitet Coachman auch als Kommentator für den amerikanischen TV-Sender MSG Network. Seit August 2008 ist er beim Sender ESPN sowohl in der TV-Sparte (ESPNews), als auch im Radio als Moderator tätig.